# Врач и знахарь
Врач и знахарь (итал. Il medico e lo stregone) — итальяно-французская кинокомедия 1957 года режиссера Марио Моничелли.

## Сюжет
На работу в маленький городок Базиликаты в горах южной Италии приезжает молодой врач Франческо Марчетти. Но лечением жителей занимается местный целитель Антонио Локоратоло, которому не нужна конкуренция официальной медицины. Недобросовестный мошенник решает любой ценой избавиться от своего противника.
Жители деревни, привыкшие к традиционным методам лечения, с недоверием относятся к новому врачу и его научным подходам. Врач пытается доказать свою компетентность и помочь людям, но сталкивается с сопротивлением и непониманием. В то же время знахарь, чувствуя угрозу своему авторитету, начинает активно противодействовать врачу.
Фильм наполнен юмором, сатирой и тонкими наблюдениями за человеческой природой. Он высмеивает предрассудки, страх перед новым и слепую веру в традиции. В конечном итоге, врач и знахарь вынуждены найти способ сосуществовать, чтобы помочь жителям деревни.